# Glemmen
Glemmen est une agglomération de la municipalité de Fredrikstad, dans le comté d'Østfold, en Norvège.

## Description
Glemmen est une paroisse et une ancienne municipalité du comté d'Østfold. Elle est située sur l'île fluviale de Rolvsøy sur la rive de la Glomma face à la forteresse de Frierukstad.
La fusion avec la municipalité de Fredrikstad a été approuvée le 23 novembre 1962 et achevée le 1er janvier 1964. L'église de Glemmen, y a été fondée en 1853.